# O statečném Cibulkovi
O statečném Cibulkovi (italsky Il romanzo di Cipolino, 1951) je kniha pro děti od italského spisovatele Gianni Rodariho, v Česku známá také díky zdařilým ilustracím Ondřeje Sekory. Kniha má jednoduchý, až banální děj o povstání lidu proti zlému knížeti, který je však okořeněn poutavým vyprávěním, svérázným jazykem a pohádkovým motivem, kdy zde místo lidí vystupuje ovoce a zelenina. Poprvé byla česky vydána v r. 1955 (SNDK), prozatím naposledy v r. 1997 (Albatros).

## Příběh
Starý Cibulák jednou nedopatřením šlápne na palec krutému knížeti Citrónovi, který jej za to uvrhne do žaláře, kde má strávit celý život a poté tam být i pohřben. Jeho nešťastný syn Cibulka si za ním přijde pro radu a Cibulák jej pošle do světa, aby studoval darebáky. Cibulka dojde do cizí vesnice, kde jsou chudí vesničané sužováni hraběnkami z Třešní a zejména jejich majordomem, rytířem Rajské jablko. Cibulka si postupně získá oblibu vesničanů pro svou statečnost a dobré nápady, jimiž zesměšňuje Rajské jablko. Spřátelí se také s malým hrabětem Třešničkou, a tak pozná, že i mezi bohatými se najdou dobří lidé. Nakonec je Cibulka přece dopaden a uvržen do vězení, ale pomůže mu starý Krtek, který prokope cestu z vězení ven. Uprchlí vězňové spontánně spustí revoluci, v níž je kníže Citrón sesazen a je vyhlášena republika. Kníže Citrón je poslán do vyhnanství, a s ním odejdou i hraběnky z Třešní a zrádný advokát Hrášek, ale Rajskému jablku i ostatním padouchům je brzy odpuštěno a od těch dob v té zemi žijí šťastně.

## Hlavní postavy
Cibulka
Titulní hrdina, neohrožený chlapec, který jako jediný dokáže dvakrát rozplakat rytíře Rajské jablko.
Cibulák
Cibulkův otec, starý moudrý muž. Kromě nejstaršího Cibulky má ještě sedm dětí.
Pan Tykvička
Starý upracovaný vesničan. Celý život toužil mít vlastní dům a k stáru si konečně z naspořených cihel postavil malý domeček. Rytíř Rajské jablko mu však stavbu zakáže, Cibulka domek ukryje do lesa, a ten se tak stane hlavní příčinou hněvu Rajského jablka vůči vesničanům. Pan Tykvička si každý den odkládal jeden vzdech, takže mu jich spousta zbyla a neustále vzdychá.
Mistr Hrozen
Ševcovský mistr, k němuž Cibulka nastoupí do učení. Když si něco promýšlí, potřebuje se škrabat šídlem na hlavě. Jako přirozený vůdce se na konci knihy stává starostou.
Pažitka Pažitnáč
Štíhlý muž, proslulý svými dlouhými vousy, na nichž jeho žena věší prádlo.
Rytíř Rajské jablko
Hlavní záporný hrdina, Cibulkův soupeř. Protože nemá srdce, nikdy nepláče. Osudným se mu stane den, kdy vytrhne Cibulkovi chomáč vlasů a rozpláče se jako dvě fontány, což Cibulkovi nikdy nezapomene. Na konci knihy je mu odpuštěno a pracuje jako zahradník v bývalém zámku.
Hraběnky z Třešní
První a Druhá dáma se neustále hádají a vůbec se nestarají o chudobu lidu.
Baron Pomeranč
Bratranec První dámy, který celé dny pořád jí (spí jenom hodinu). Když sní všechno na svém panství, včetně stromů máčených v oleji a soli, pozve se na návštěvu do Třešní. Přes svou poživačnost má v hloubi kus dobrého srdce, a když na konci knihy musí pracovat jako nosič kufrů na nádraží, zbude z něj jen hubený dobrák.
Vévoda Mandarínek
Bratranec Druhé dámy. Kdykoli něco chce, vyskočí na skříň a vyhrožuje, že se zabije, jestli nebude po jeho. Na konci knihy žije jen z dobroty barona Pomeranče.
Třešnička
Malý syn hraběte, sirotek. Celé dny se usilovně učí, ale hraběnky z Třešní si na něj stále jen stěžují. Spřátelí se s Cibulkou, jemuž Třešničkovy široké vědomosti často pomohou v jeho plánech.
Don Petržel
Přísný vychovatel malého Třešničky. Nic mu neunikne - když si chce Třešnička odpočinout, don Petržel vždycky odněkud vyskočí, vysmrká se do kostkovaného kapesníku a zadá Třešničkovi nový úkol. Na konci knihy se stane školníkem ve škole na kterou je přeměněn hraběcí zámek.
Kníže Citrón
Krutý a zbabělý vládce země. Jednou například nechá pořádat závody zabrzděných vozů, aby viděl zmučené koně (v knize je představují okurky). Když vypukne revoluce, uprchne a ukryje se v hromadě hnoje.
Mistr Mrkvička
Zmatený detektiv, najatý na vypátrání ukrytého Tykvičkova domku. Padne do pasti, připravené Třešničkou. Všude jej následuje jeho věrný pes Slídil, který po něm často opakuje věty, dodávaje nejčastěji "velmi, velmi", nebo "mnoho, mnoho".
Advokát Hrášek
Advokát žije ve vesnici, aby byl po ruce vždy, když Rajské jablko potřebuje dokázat, že má pravdu. Později je uvržen do vězení a před oběšením jej zachrání Cibulka se starým Krtkem. Přesto je advokát zradí a znovu přejde na panskou stranu. Na konci knihy raději prchne do ciziny.
Kulhavý pavouk
Pavouk, který roznáší dopisy ve vězení v němž je zavřen Cibulkův otec i Cibulka sám. Pokusí se doručit Cibulkův dopis Třešničkovi, ale cestou zahyne. Dopis však doručí jeho přítel Sedmapůlka.
Krtek
Starý krtek nesnášející světlo (hlava jej bolí i z pohledu na zhasnutou svíčku), který pomůže zachránit advokáta Hráška a později pomůže utéci Cibulkovi a ostatním žalářovaným z vězení, čímž začne revoluce.